# Canton de Ruffec
Le canton de Ruffec est une ancienne division administrative française, située dans le département de la Charente et la région Nouvelle-Aquitaine.
Avec le redécoupage cantonal de 2014, la commune de Ruffec est devenue le bureau centralisateur du nouveau canton de Charente-Nord.

## Histoire
Le 1er janvier 2008, le canton de Ruffec, qui dépendait précédemment de l'arrondissement d'Angoulême, a été rattaché à celui de Confolens.

## Composition
- Les Adjots
- Barro
- Bioussac
- Condac
- Couture
- Nanteuil-en-Vallée
- Poursac
- Ruffec
- Saint-Georges
- Saint-Gourson
- Saint-Sulpice-de-Ruffec
- Taizé-Aizie
- Verteuil-sur-Charente
- Vieux-Ruffec
- Villegats

## Représentation

### conseillers généraux de 1833 à 2015
| Période | Période      | Identité                                                 | Étiquette              | Qualité |
| ------- | ------------ | -------------------------------------------------------- | ---------------------- | --- |
| 1833    | 1835 (décès) | Claude Bartholomé                                        |                        | Notaire - Maire de Ruffec                                                                                     |
| 1835    | 1848         | André Jules Mimaud                                       | Majorité ministérielle | Président du Tribunal civil de Ruffec Député (1837-1840), conseiller d'arrondissement                         |
| 1848    | 1858 (décès) | André Marie Frédéric d'Hémery (1804-1858)                | Droite légitimiste     | Propriétaire du Domaine de l'Abrègement, maire de Bioussac                                                    |
| 1859    | 1862 (décès) | Edouard Frédéric d'Hémery (1831-1862, fils du précédent) | Droite légitimiste     | Propriétaire et Maire de Ruffec                                                                               |
| 1862    | 1907         | Pol d'Hémery (1837-1912, frère du précédent)             | Droite légitimiste     | Propriétaire du Domaine de l'Abrègement Maire de Bioussac                                                     |
| 1907    | 1940         | Louis Fays                                               | Rad                    | Médecin - Maire de Ruffec (1912-1945) Député (1928-1936)                                                      |
|         |              |                                                          |                        | |
| 1945    | 1949         | Mariette Brion                                           | PCF                    | Ménagère Députée (1946) - Sénatrice (1946-1948) Vice-Présidente du Conseil Général                            |
| 1949    | 1961         | Albert Lamit (1886-1977)                                 | Rad-RGR                | Expert agronome, maire de Taizé-Aizie (1939-1965)                                                             |
| 1961    | 1967         | Louis Marcel Delavergne (1922-2005)                      | DVD                    | Vétérinaire à Ruffec                                                                                          |
| 1967    | 1998         | Michel Alloncle                                          | UDR puis RPR           | Médecin Maire de Ruffec (1971-1989) Député (1968-1978), Sénateur (1980-1998), Conseiller régional (1978-1986) |
| 1998    | 2015         | Bernard Charbonneau                                      | app.PS                 | Maire de Ruffec (1989-2020) Président de la Communauté de Communes de Ruffec (1999-2020)                      |

## Conseillers d'arrondissement (de 1833 à 1940)
Le canton de Ruffec avait deux conseillers d'arrondissement.
| Période | Période          | Identité                                  | Étiquette   | Qualité |
| ------- | ---------------- | ----------------------------------------- | ----------- | --- |
| 1833    | 1835             | André Jules Mimaud                        | Monarchiste | Président du Tribunal civil de Ruffec                                                                       |
| 1833    | 1836             | M. Binet du Palais                        |             | Propriétaire à Verteuil                                                                                     |
| 1835    | 1848             | Alexandre Audidier                        |             | Avocat |
| 1836    | 1842             | André Marie Frédéric d'Hémery             |             | Propriétaire, maire de Bioussac                                                                             |
| 1848    | 1852             | M. Robert                                 |             | Maire provisoire de Ruffec                                                                                  |
| 1848    | 1852             | Pierre Théophile Audidier fils            |             | Procureur de la République à Ruffec                                                                         |
| 1852    |                  | Jean Charles Roland Cuirblanc (1798-1882) |             | Président du Tribunal de Ruffec                                                                             |
| 1852    |                  | Annecy Balland                            |             | Avocat à Ruffec                                                                                             |
|         |                  |                                           |             | |
| 1871    |                  | M. Bourgoin                               |             | |
| 1871    | 1889             | Adolphe Deux-Després (1813-1891)          | Républicain | Médecin, maire de Verteuil                                                                                  |
| 1877    | 1883             | Louis Nadaud                              | Républicain | Médecin, maire de Ruffec                                                                                    |
| 1889    | 1895             | Alcide Arnaud                             | Droite      | Propriétaire à Ruffec                                                                                       |
| 1889    | 1895             | Louis de Lassée                           | Droite      | Propriétaire à Saint-Gervais                                                                                |
| 1895    | 1896 (décès)     | Élie Rouil (1833-1896)                    | Républicain | Sabotier, adjoint au maire de Ruffec                                                                        |
| 1896    | 1907 (démission) | Élie Rouil                                | Républicain | Manufacturier, maire de Ruffec                                                                              |
| 1895    | 1898             | Émile Malteste                            | Républicain | Docteur en médecine à Ruffec                                                                                |
| 1895    | 1898             | François-Émile Jobit                      | Républicain | Ancien juge de paix à Aigre, conseiller municipal de Ruffec                                                 |
| 1898    | 1902 (décès)     | François Peloquin                         | Républicain | Vétérinaire, propriétaire, adjoint au maire de Verteuil                                                     |
| 1898    | 1904             | Émard Lacroix                             | Républicain | Banquier, négociant en fer et charbon, adjoint puis maire de Ruffec                                         |
| 1902    | 1910             | Hippolyte Lotte                           | Républicain | Vérificateur des poids et mesures, adjoint au maire de Ruffec                                               |
| 1904    | 1910             | Émile Malteste                            | Républicain | Docteur en médecine à Ruffec                                                                                |
| 1907    | 1931             | Pierre Bouillon                           | Républicain | Propriétaire, adjoint au maire de Moutardon                                                                 |
| 1910    | 1919             | Gustave Périllaud                         | Républicain | Adjoint au maire de Ruffec, suppléant de la justice de paix                                                 |
| 1910    | 1919             | Achille Moizé (1875-1947)                 | Républicain | Maire de Bioussac                                                                                           |
| 1919    | 1931             | Pierre Debénay-Lafond                     |             | Vétérinaire à Ruffec                                                                                        |
| 1919    | 1940             | Léon Videau                               | Radical     | Instituteur, maire de Poursac                                                                               |
| 1931    | 1940             | Albert Maury                              | Radical     | Marchand de meubles, conseiller municipal de Ruffec                                                         |
| 1931    | 1940             | Albert Lamit                              | Radical     | Expert agronome, adjoint au maire de Taizé-Aizie                                                            |
| 1940    |                  |                                           |             | Les conseils d'arrondissement ont été suspendus par la loi du 12 octobre 1940 et n'ont jamais été réactivés |

Sources : Journal "La Charente" https://gallica.bnf.fr/ark:/12148/cb32740226x/date&rk=21459;2.

## Démographie
| 1962   | 1968  | 1975  | 1982  | 1990  | 1999  | 2006  | 2011  | 2012  |
| ------ | ----- | ----- | ----- | ----- | ----- | ----- | ----- | ----- |
| 10 274 | 9 830 | 9 444 | 9 322 | 9 023 | 8 625 | 8 735 | 8 672 | 8 662 |